# Heinrich Kubis
En mars 1912, Heinrich Kubis est devenu le premier steward aérien ou agent de bord de l’histoire quand il a commencé à s’occuper des passagers et à servir des repas à bord du Zeppelin LZ 10 Schwaben pour la compagnie aérienne allemande DELAG.

## Origine du personnel navigant commercial
Le personnel navigant commercial (Stewards et Hôtesses de l'Air), comme on les nomme aujourd'hui, existe depuis 1912. L'histoire de l'agent de bord a commencé dès le début du transport aérien de passagers. En fait, le premier steward sur aéronef connu a été embauché en Allemagne cette même année.
L'allemand Heinrich Kubis fut ainsi le premier agent de bord du monde, en 1912. Kubis fut chargé de la sécurité, de l'accueil et du confort des passagers à bord du DELAG Zeppelin LZ 10 Schwaben. Il a ensuite opéré sur le tristement célèbre LZ 129 Hindenburg et fut à bord quand celui ci pris feu. Il a survécu en sautant par la fenêtre quand elle s'est approchée du sol.

## Biographie
Kubis a commencé à travailler comme steward aérien un mois avant le naufrage du Titanic et plus de 18 ans avant que Ellen Church ne devienne la première hôtesse de l'air du monde le 15 mai 1930.
Heinrich Kubis est né le 16 juin 1888 et a travaillé dans certains des hôtels les plus en vogue d'Europe, tels que le Carlton à Londres et le Ritz à Paris, avant d'exercer son métier chez Zeppelin. Le commissaire en chef, Heinrich Kubis, a été distingué comme le premier commissaire aérien au monde, ayant servi les passagers du Zeppelin en vol depuis mars 1912, année où il a commencé à faire la restauration à bord du dirigeable DELAG LZ 10 Schwaben.